# Panasivka, Kazanka
Panasivka (în ucraineană Панасівка) este un sat în comuna Cervona Znameanka din raionul Kazanka, regiunea Mîkolaiiv, Ucraina.

## Demografie
Componența lingvistică a localității Panasivka
     Ucraineană (85,06%)
     Rusă (13,79%)
     Română (1,15%)
Conform recensământului din 2001, majoritatea populației localității Panasivka era vorbitoare de ucraineană (85,06%), existând în minoritate și vorbitori de rusă (13,79%) și română (1,15%).